# Maurice Delvart
Maurice Delvart (Francia, 21 de septiembre de 1899-24 de septiembre de 1986) fue un atleta francés, especialista en la prueba de 4 × 400 m en la que llegó a ser medallista de bronce olímpico en 1920.

## Carrera deportiva
En los JJ. OO. de Amberes 1920 ganó la medalla de bronce en los relevos de 4x400 metros, con un tiempo de 3:23.5 segundos, llegando a meta tras Reino Unido (oro) y Sudáfrica, siendo sus compañeros de equipo: Géo André, Gaston Féry y André Devaux.